# Atanas Atanassow (Weitspringer)
Atanas Atanassow (bulgarisch Атанас Атанасов, engl. Transkription Atanas Atanasov; * 7. Oktober 1956) ist ein ehemaliger bulgarischer Weitspringer.
Bei den Leichtathletik-Europameisterschaften 1982 in Athen wurde er Achter, bei den Leichtathletik-Weltmeisterschaften 1983 in Helsinki Zwölfter und bei den Leichtathletik-Halleneuropameisterschaften 1985 in Piräus Siebter.
Seine persönliche Bestweite von 8,31 m stellte er am 4. Juli 1984 in Sofia auf.